# Rosa Salazar
Rosa Bianca Salazar (Washington D.C., 16 juli 1985) is een Amerikaans actrice.
Salazar werd geboren in Washington D.C. en groeide op in Greenbelt in de staat Maryland. Als 15-jarige verhuisde ze vanwege haar acteercarrière naar de stad New York waar ze meewerkte aan de komische website CollegeHumor. Kort daarna verhuisde ze in 2009 naar Los Angeles waar ze rollen speelde in de televisieseries American Horror Story: Murder House en Parenthood. Op het witte doek speelde ze een belangrijke rol in de sciencefictionfilms Maze Runner: The Scorch Trials (2015)  en Maze Runner: The Death Cure (2018). In 2019 vertolkte Salazar de hoofdrol in de actiefilm Alita: Battle Angel.